# طرخشقون رائع
طرخشقون رائع (الاسم العلمي:Taraxacum mirabile) هو نوع من النباتات يتبع جنس الطرخشقون من الفصيلة النجمية.